# Rogéville
Ne doit pas être confondu avec Rogerville.
Rogéville est une commune française située dans le département de Meurthe-et-Moselle, en région Grand Est.

## Géographie
| Martincourt                  | Gézoncourt |                  |
| Domèvre-en-Haye Tremblecourt | Rogéville  | Villers-en-Haye  |
| Manoncourt-en-Woëvre         |            | Rosières-en-haye |

### Hydrographie

#### Réseau hydrographique
La commune est dans le bassin versant du Rhin au sein du bassin Rhin-Meuse. Elle est drainée par le ruisseau d'Esche,.
L'Esch, d'une longueur de 46 km, prend sa source dans la commune de Geville et se jette  dans la Moselle à Blénod-lès-Pont-à-Mousson, après avoir traversé 19 communes. 

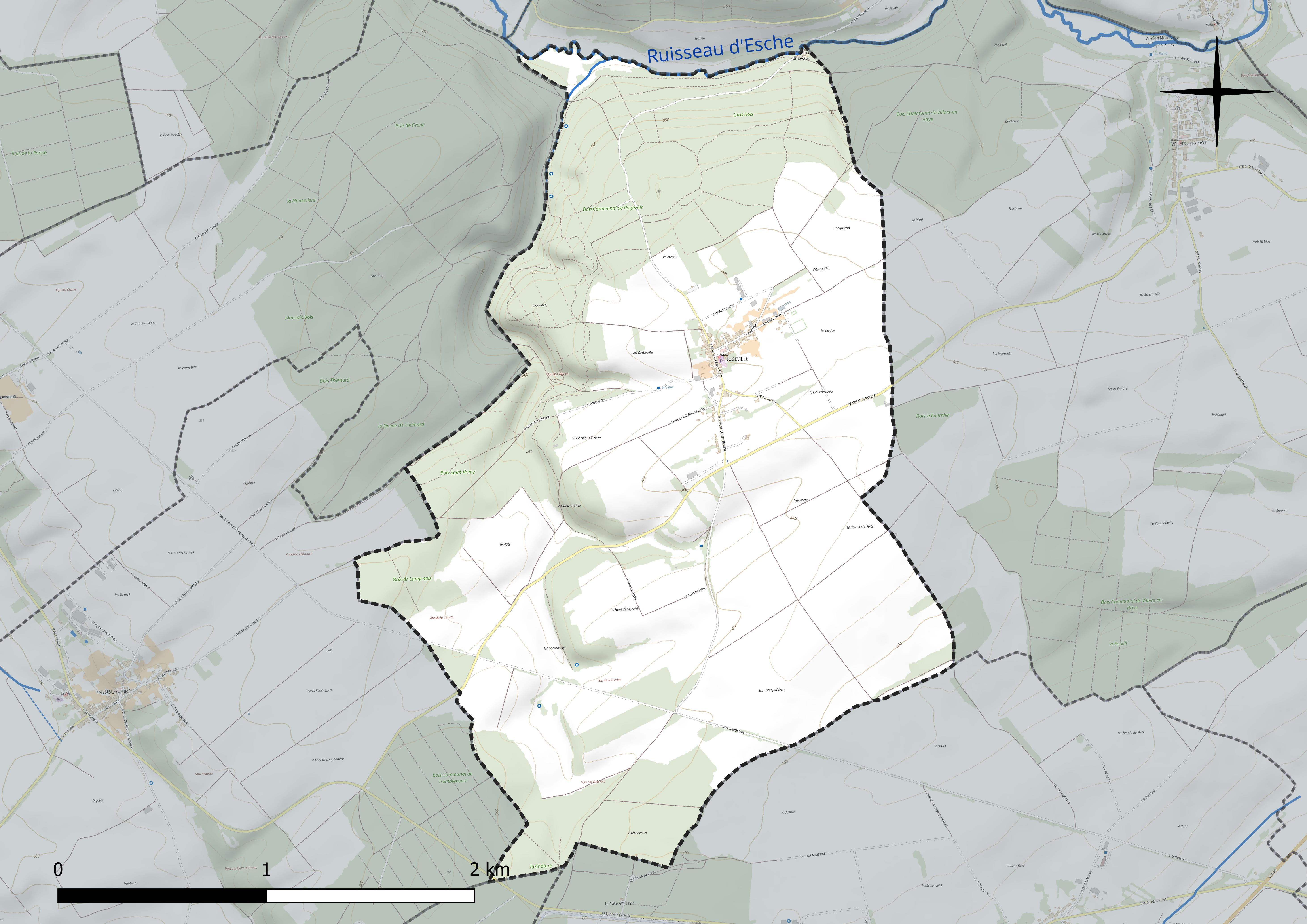
Réseau hydrographique de Rogéville.

#### Gestion et qualité des eaux
Le territoire communal est couvert par le schéma d'aménagement et de gestion des eaux (SAGE) « Rupt de Mad, Esch, Trey ». Ce document de planification concerne les bassins versants du Rupt de Mad, de l’Esch et du Trey. Le périmètre a été arrêté le 2 juin 2014, la commission locale de l'eau (CLE) a été créée le 20 juin 2017, puis modifiée le 26 mars 20210. La structure porteuse de l'élaboration et de la mise en œuvre est le Parc naturel régional de Lorraine. 
La qualité des cours d’eau peut être consultée sur un site dédié géré par les agences de l’eau et l’Agence française pour la biodiversité. 

### Climat
Pour des articles plus généraux, voir Climat du Grand Est et Climat de Meurthe-et-Moselle.
En 2010, le climat de la commune est de type climat des marges montargnardes, selon une étude du Centre national de la recherche scientifique s'appuyant sur une série de données couvrant la période 1971-2000. En 2020, Météo-France publie une typologie des climats de la France métropolitaine dans laquelle la commune est dans une zone de transition entre le climat océanique altéré et le climat océanique altéré et est dans la région climatique  Lorraine, plateau de Langres, Morvan, caractérisée par un hiver rude (1,5 °C), des vents modérés et des brouillards fréquents en automne et hiver. 
Pour la période 1971-2000, la température annuelle moyenne est de 9,4 °C, avec une amplitude thermique annuelle de 16,8 °C. Le cumul annuel moyen de précipitations est de 811 mm, avec 12,2 jours de précipitations en janvier et 9,1 jours en juillet. Pour la période 1991-2020, la température moyenne annuelle observée sur la station météorologique de Météo-France la plus proche, « Nonsard », sur la commune de Nonsard-Lamarche à 20 km à vol d'oiseau, est de 10,7 °C et le cumul annuel moyen de précipitations est de 690,8 mm. 
La température maximale relevée sur cette station est de 40,1 °C, atteinte le 25 juillet 2019 ; la température minimale est de −17 °C, atteinte le 1er mars 2005,,. 
Les paramètres climatiques de la commune ont été estimés pour le milieu du siècle (2041-2070) selon différents scénarios d'émission de gaz à effet de serre à partir des nouvelles projections climatiques de référence DRIAS-2020. Ils sont consultables sur un site dédié publié par Météo-France en novembre 2022.

## Urbanisme

### Typologie
Au 1er janvier 2024, Rogéville est catégorisée commune rurale à habitat dispersé, selon la nouvelle grille communale de densité à sept niveaux définie par l'Insee en 2022.
Elle est située hors unité urbaine. Par ailleurs la commune fait partie de l'aire d'attraction de Nancy, dont elle est une commune de la couronne,. Cette aire, qui regroupe 353 communes, est catégorisée dans les aires de 200 000 à moins de 700 000 habitants,.

### Occupation des sols
L'occupation des sols de la commune, telle qu'elle ressort de la base de données européenne d’occupation biophysique des sols Corine Land Cover (CLC), est marquée par l'importance des territoires agricoles (63,3 % en 2018), une proportion identique à celle de 1990 (63,3 %). La répartition détaillée en 2018 est la suivante : terres arables (62,9 %), forêts (36,7 %), prairies (0,4 %). L'évolution de l’occupation des sols de la commune et de ses infrastructures peut être observée sur les différentes représentations cartographiques du territoire : la carte de Cassini (XVIIIe siècle), la carte d'état-major (1820-1866) et les cartes ou photos aériennes de l'IGN pour la période actuelle (1950 à aujourd'hui).

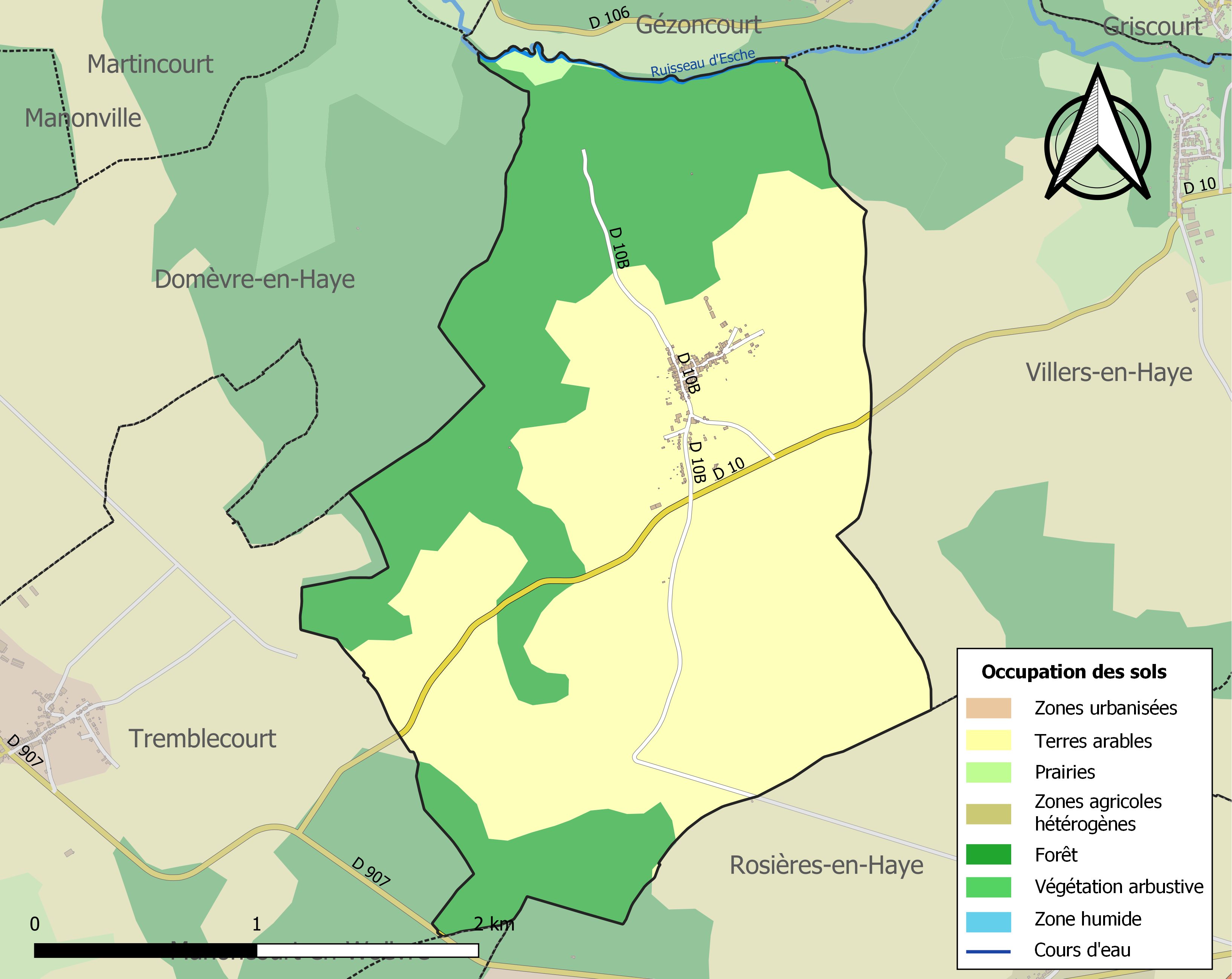
Carte des infrastructures et de l'occupation des sols de la commune en 2018 (CLC).

## Toponymie
Rougeville, 1276 — Rougeyville, 1334 — Rougevilla, 1402 - Rougieville, 1441 — Rogieville, 1498 — Regieville, 1551 — Rogéville-en-Haye, 1665.

## Histoire
- Présence du paléolithique inférieur.

## Politique et administration
| Période                                  | Période                       | Identité                                      | Étiquette | Qualité |
| ---------------------------------------- | ----------------------------- | --------------------------------------------- | --------- | ------- |
| Les données manquantes sont à compléter. |                               |                                               |           |         |
| mars 1989                                | mars 2001                     | Jacky Husson                                  | SE        |         |
| mars 2001                                | 2014                          | Fernand Kruten                                | SE        |         |
| 2014                                     | En cours (au 17 juillet 2020) | Didier Pierrot Réélu pour le mandat 2020-2026 |           |         |

Par arrêté préfectoral de la préfecture de la région Grand-Est en date du 9 décembre 2022, la commune de Rogéville a intégré l'arrondissement de Nancy au 1er janvier 2023.

## Population et société

### Démographie
L'évolution du nombre d'habitants est connue à travers les recensements de la population effectués dans la commune depuis 1793. Pour les communes de moins de 10 000 habitants, une enquête de recensement portant sur toute la population est réalisée tous les cinq ans, les populations de référence des années intermédiaires étant quant à elles estimées par interpolation ou extrapolation. Pour la commune, le premier recensement exhaustif entrant dans le cadre du nouveau dispositif a été réalisé en 2004.

En 2022, la commune comptait 152 habitants, en évolution de −18,28 % par rapport à 2016 (Meurthe-et-Moselle : −0,13 %, France hors Mayotte : +2,11 %).
| 1793 | 1800 | 1806 | 1821 | 1831 | 1836 | 1841 | 1846 | 1851 |
| ---- | ---- | ---- | ---- | ---- | ---- | ---- | ---- | ---- |
| 199  | 206  | 202  | 226  | 217  | 236  | 239  | 244  | 250  |

| 1856 | 1861 | 1872 | 1876 | 1881 | 1886 | 1891 | 1896 | 1901 |
| ---- | ---- | ---- | ---- | ---- | ---- | ---- | ---- | ---- |
| 245  | 237  | 215  | 206  | 212  | 211  | 184  | 194  | 165  |

| 1906 | 1911 | 1921 | 1926 | 1931 | 1936 | 1946 | 1954 | 1962 |
| ---- | ---- | ---- | ---- | ---- | ---- | ---- | ---- | ---- |
| 159  | 166  | 142  | 130  | 130  | 126  | 128  | 131  | 139  |

| 1968 | 1975 | 1982 | 1990 | 1999 | 2004 | 2006 | 2009 | 2014 |
| ---- | ---- | ---- | ---- | ---- | ---- | ---- | ---- | ---- |
| 116  | 134  | 144  | 143  | 121  | 138  | 131  | 167  | 178  |

| 2019 | 2022 | - | - | - | - | - | - | - |
| ---- | ---- | - | - | - | - | - | - | - |
| 156  | 152  | - | - | - | - | - | - | - |

## Économie
Henri Lepage et E. Grosse donnent quelques indications à caractère économique dans leurs ouvrages de 1836 et 1843 en désaccord sur la surface totale de la commune :
« Territ. : 573 à 693 hect., dont 370 en terres lab., 160 en forêts, 8 à 20 en vignes de qualité fort médiocre et 20 en prés..»
indiquant tous deux le caractère agricole voire modestement viticole de l'activité.

### Secteur primaire ouAgriculture
Le secteur primaire comprend, outre les exploitations agricoles et les élevages, les établissements liés à l’exploitation de la forêt et les pêcheurs. D'après le recensement agricole 2010 du Ministère de l'agriculture (Agreste), la commune de Rogéville était majoritairement orientée sur la production de céréales et d'oléagineux (auparavant polyculture et poly- élevage) sur une surface agricole utilisée d'environ 331 hectares (inférieure à la surface cultivable communale) en baisse depuis 1988 - Le cheptel en unité de gros bétail s'est nettement réduit de 92 à 25 entre 1988 et 2010. Il n'y avait plus que 3 exploitations agricoles ayant leur siège dans la commune employant 4 unités de travail.

## Culture locale et patrimoine

### Lieux et monuments
- Sépultures mérovingiennes fouillées au cours du XIXe siècle.
- Lavoir à pilastres en pierre, à charpente assemblée et couvert en tuiles romaines, restauré en 1981.
- Église XVIIIe.
- Un maison soit-disant hantée dans les années 1980[26].

### Personnalités liées à la commune
- Guillaume de Rogéville, conseiller de la cour souveraine de Lorraine au XVIIIe siècle.
- Angel Villerot (1913-2006), Français libre et Compagnon de la Libération[27].

### Héraldique
| Blason de Rogéville | Blason  | Blasonnement : écartelé en sautoir au 1 d'azur à la colombe fondante d'argent tenant dans son bec la sainte ampoule d'or, au 2 - 3 d'or à la croix pattée d'azur et au 4 d'azur à la croix pattée d'or. |
| Blason de Rogéville | Détails | Le statut officiel du blason reste à déterminer. |